# Wrzeszczewice
Wrzeszczewice – wieś w Polsce położona w województwie łódzkim, w powiecie łaskim, w gminie Łask.

## Historia

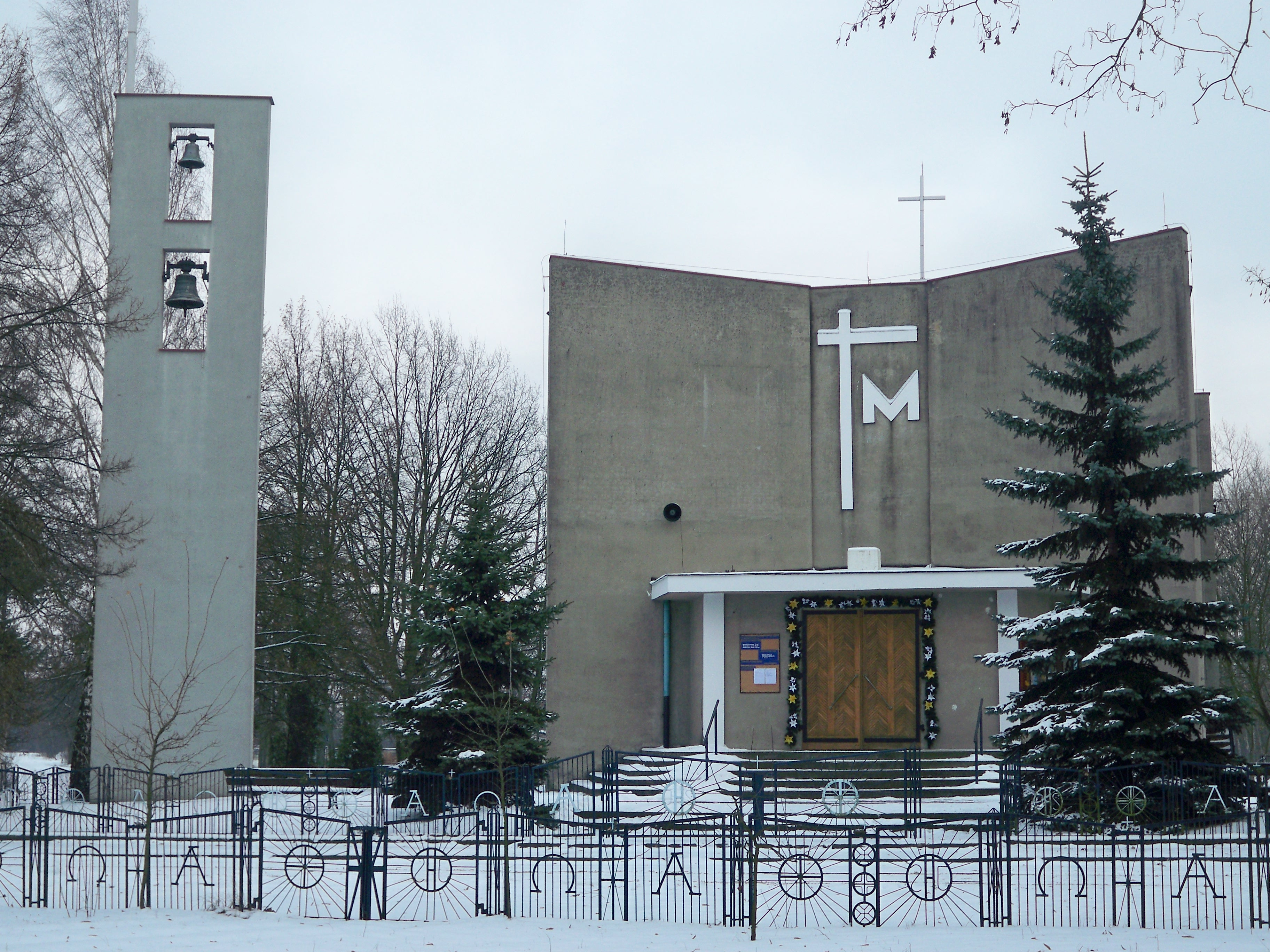
Kościół św. Anny we Wrzeszczewicach

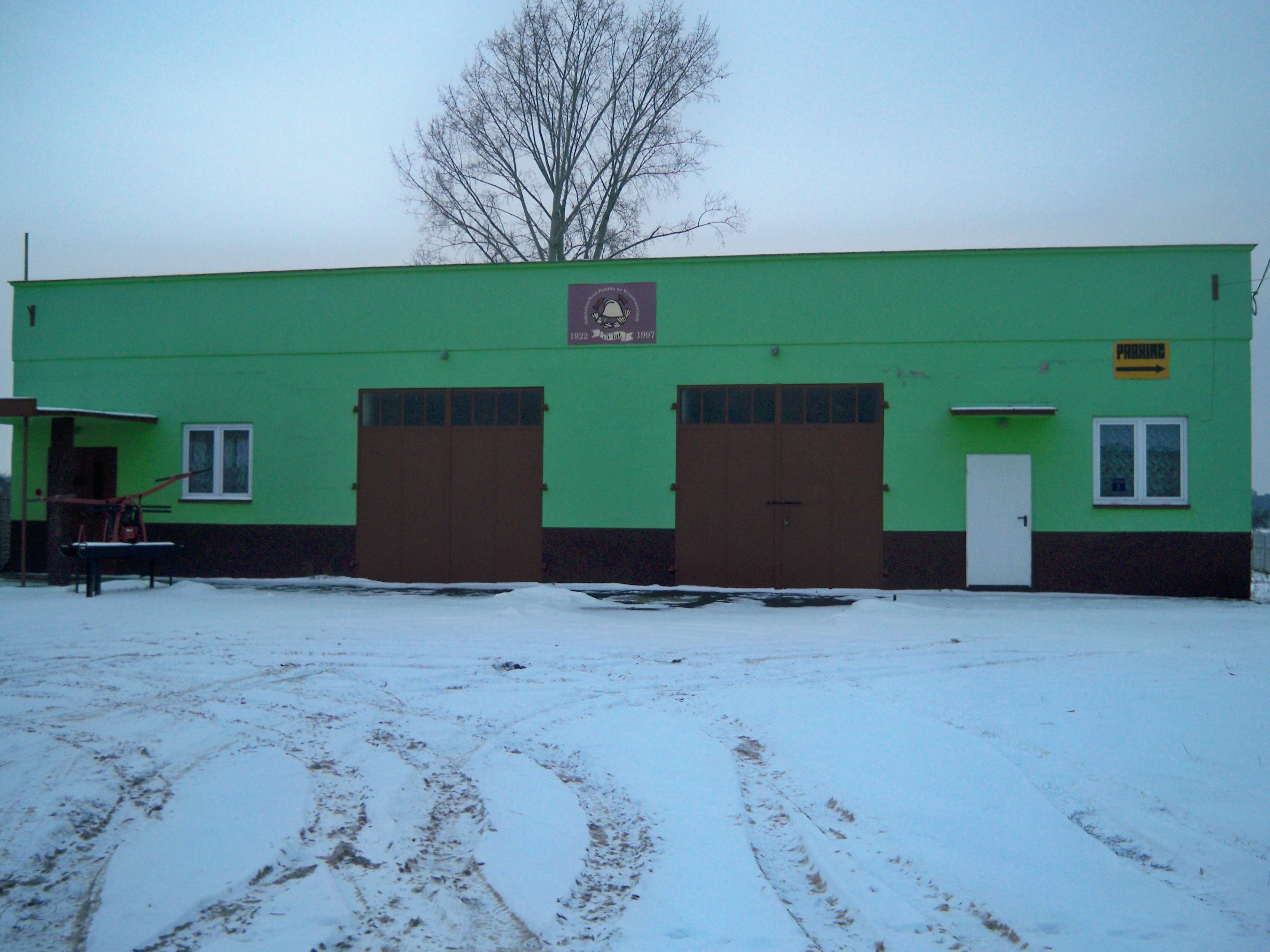
OSP we Wrzeszczewicach

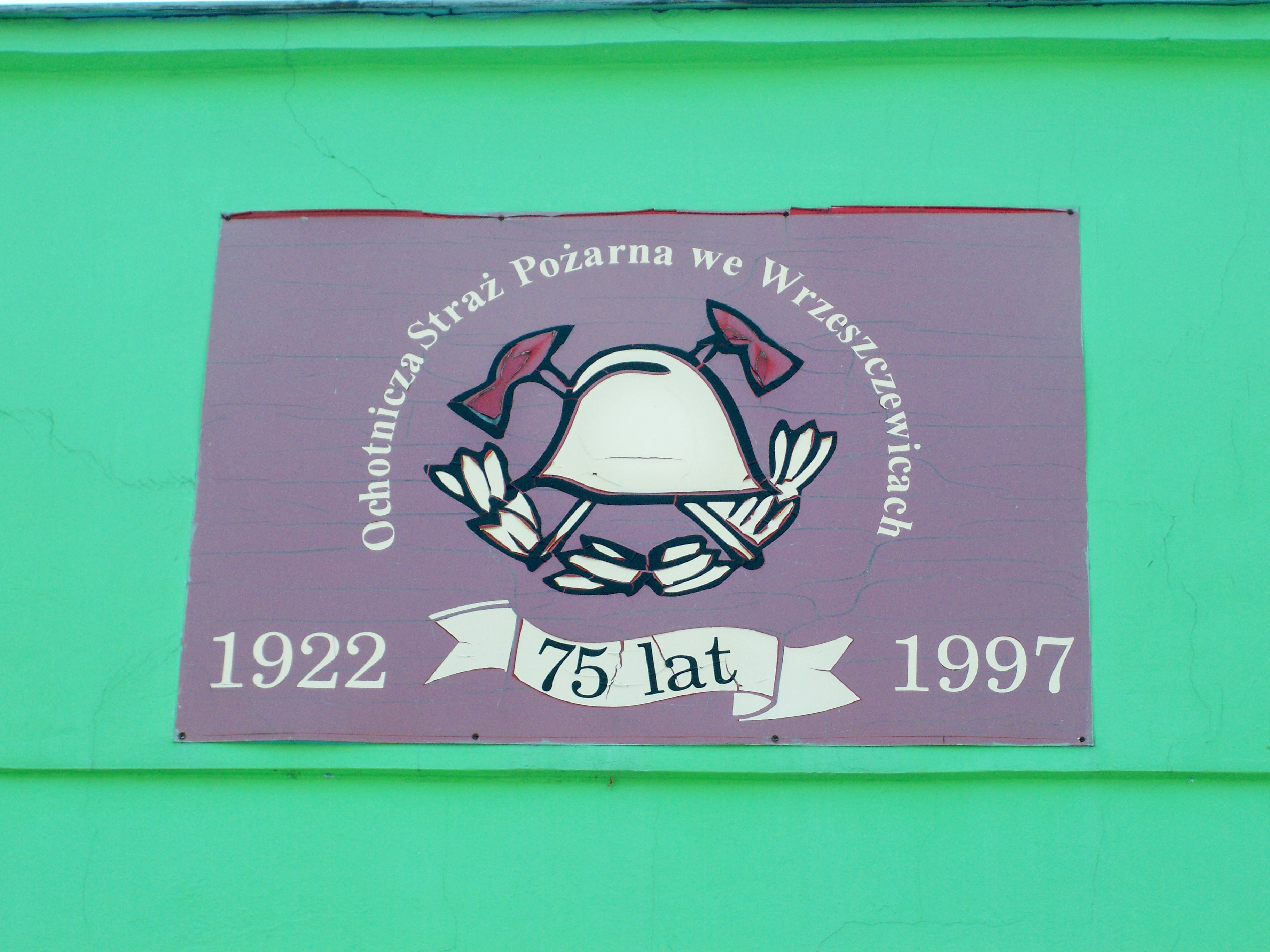
Herb Ochotniczej Straży Pożarnej we Wrzeszczewicach

W II połowie XVI w. Wrzeszczewice należały do Rzepiszewskich herbu Dołęga. W roku 1563 Łucja Rzepiszewska, córka Hieronima dała mężowi Wojciechowi Marszewskiemu herbu Rogala dobra swe Rzepiszów, Zygry i Wrzeszczewice zachowując sobie dożywocie. W rękach Marszewskich Wrzeszczewice pozostawały do 1630 roku, kiedy to Hieronim Marszewski, syn Tomasza i Jadwigi Przedwojskiej sprzedał je Maciejowi Wężykowi Widawskiemu herbu Wąż. W II połowie XVII w. właścicielami Wrzeszczewic byli Bogusławscy herbu Ostoja. W roku 1671 małżonkowie - Marcin Bogusławski i Katarzyna z Roście(r)skich przekazali majątek Wrzeszczewice swojemu synowi Marcinowi, który gospodarował tymi dobrami kolejne dwadzieścia pięć lat. W lipcu 1696 roku Marcin Bogusławski sprzedał Wrzeszczewice Samuelowi Głębockiemu herbu Doliwa, wojskiemu brzeskiemu. W II połowie XVIII w. Wrzeszczewice przeszły w ręce Walewskich poprzez małżeństwo Marianny Głębockiej z Józefem Walewskim, kasztelanem łęczyckim.
Do 1970 r. był tu dwór – własność rodziny Kłosowskich do II wojny światowej. Wykupił go rolnik Józef Bernat i z rozbiórkowej cegły wybudował sobie dom mieszkalny. Zachowały się resztki dawnego parku w postaci cennych krzewów, klonu czerwonego, dębu (objętość 4,5 m) i sumaków.
Nowy kościół konsekrowano 20 kwietnia 1975 r. na miejscu modrzewiowego, pod wezwaniem św. Anny, spalonego 17 grudnia 1973 r. Ten nieistniejący kościół fundowała Marianna Walewska, kasztelanowa łęczycka i dziedziczka wsi. Początkowo ten kościół był kaplicą filialną parafii w Borszewicach, a na odprawianie w niej Mszy św. udzielił zezwolenia Pius VI w 1783 r.
W latach 1975–1998 miejscowość administracyjnie należała do województwa sieradzkiego.